# فيليبي ميسونيس
فيليبي ميسونيس (بالإسبانية: Felipe Mesones)‏ هو مدرب كرة قدم ولاعب كرة قدم أرجنتيني في مركز نصف الجناح، ولد في 9 فبراير 1936 في بوينس آيرس في الأرجنتين، وتوفي في 15 ديسمبر 2017 في مرسية في إسبانيا. لعب مع أتلتيكو أتلانتا وإنديبنديينتي سانتا في وبوكا جونيورز وريال بيتيس وريال مورسيا ونادي أوروبا ونادي أوسبيتاليت ونادي سان لورينزو ونادي ليفانتي.